# Corydon (Kentucky)
Corydon és una població dels Estats Units a l'estat de Kentucky. Segons el cens del 2000, tenia 744 habitants.

## Demografia
Segons el cens del 2000, Corydon tenia 744 habitants, 271 habitatges, i 204 famílies. La densitat de població era de 542 habitants/km².
Dels 271 habitatges, en un 34,3% hi vivien nens de menys de 18 anys, en un 63,5% hi vivien parelles casades, en un 8,1% dones solteres, i en un 24,7% no eren unitats familiars. En el 20,3% dels habitatges hi vivien persones soles el 9,6% de les quals corresponia a persones de 65 anys o més que vivien soles. El nombre mitjà de persones vivint en cada habitatge era de 2,75 i el nombre mitjà de persones que vivien en cada família era de 3,18.
Per edats la població es repartia de la següent manera: un 28,5% tenia menys de 18 anys, un 8,5% entre 18 i 24, un 29,2% entre 25 i 44, un 21,6% de 45 a 60 i un 12,2% 65 anys o més.
L'edat mediana era de 34 anys. Per cada 100 dones de 18 o més anys hi havia 93,5 homes.
La renda mediana per habitatge era de 36.333 $ i la renda mediana per família de 34.773 $. Els homes tenien una renda mediana de 27.019 $ mentre que les dones 20.682 $. La renda per capita de la població era de 12.790 $. Entorn del 3,6% de les famílies i el 6,6% de la població estaven per davall del llindar de pobresa.

## Poblacions més properes
El següent diagrama mostra les poblacions més properes.